# Giggs (rapper)
Giggs, pseudonimo di Nathaniel Thompson (Peckham, 11 maggio 1984), è un rapper e disc jockey britannico.
Dopo aver dato il via alla sua carriera in maniera indipendente, Giggs ha visto il suo successo crescere gradualmente fino ad esplodere con l'album Landlord, che ha raggiunto la seconda posizione nella classifica ufficiale britannica.

## Carriera
Cresciuto da genitori giamaicani, Giggs debutta nel mondo della musica come DJ e proprietario di una stazione radiofonica chiamata Spare No One FM. A partire dal 2005 inizia a pubblicare dei mixtape, che ottengono una popolarità sufficiente da permettergli di perseguire in maniera seria la carriera di artista musicale. Nel 2008 pubblica in maniera indipendente l'album Walk in da Park, con cui vince un BET Award nella categoria Best UK Hip-hop Act. Dopo aver firmato il suo primo contratto discografico con XL Records, nel 2011 Giggs pubblica l'album Let Em Ave It, che include collaborazioni con Mike Posner e B.o.B. La collaborazione con B.o.B Don't Go There, pubblicata come singolo già nel 2010, gli permette di entrare per la prima volta nella classifica singoli britannica.
Nel 2013 pubblica il suo terzo album When Will It Stop, che include collaborazioni con Ed Sheeran e Styles P. L'album ottiene risultati commerciali nettamente superiori ai predecessori, raggiungendo la ventunesima posizione nella classifica britannica. Nel 2016 pubblica in maniera indipendente il suo quarto album Landlord: molto ben accolto dalla critica musicale, l'album ottiene un successo largamente superiore a quello dei suoi precedenti lavori raggiungendo la seconda posizione nella classifica britannica e ottiene la certificazione argento. Nel frattempo anche vari singoli estratti dal progetto ottengono certificazioni. Nel 2017 collabora con Drake nei brani No Long Talk e KMT, che riescono ad entrare in svariate classifiche e ottengono un ottimo successo commerciale in UK, entrando rispettivamente in top 20 e top 10 nella Official UK Chart. Grazie a questi risultati vince un MOBO Award come Best Hip-hop Act.
Sempre nel 2017 pubblica il mixtape Wamp 2 Dem che, pur non essendo messo in vendita, riesce a raggiungere la seconda posizione in UK grazie ai soli streaming. Il lead single estratto dal progetto, Linguo, viene certificato argento in UK. Collabora inoltre con la nota popstar Lily Allen nel singolo Trigger Bang e con altri artisti noti tra cui Emeli Sandé e Mr. Eazi. In seguito a questi successi, nel 2019 firma un contratto discografico con Island Records. Nello stesso anno pubblica il suo quinto album Big Bad, che raggiunge la sesta posizione nella classifica britannica e ottiene un buon responso da parte della critica. Nel 2020 pubblica il mixtape Now or Never, che include collaborazioni con artisti come Jorja Smith, A Boogie Wit Da Hoodie ed Emeli Sandé.

## Controversie
Nel 2003 Giggs è stato condannato a 2 anni e 6 mesi di reclusione per possesso illegale di armi da fuoco; nel 2012 l'artista è stato nuovamente accusato dello stesso reato, venendo tuttavia assolto. Secondo quanto dichiarato da Giggs, le autorità avrebbero inoltre chiesto alla XL Records di non assumerlo né promuoverlo proprio per via dei suoi trascorsi legali, richiesta che tuttavia non sarebbe stata accolta.
Nel corso degli anni 2000 e dei primi anni '10, numerosi concerti dell'artista sono stati cancellati con pochissime ore di preavviso e, in maniera similare, nel 2008 gli è stata annullata la sua partecipazione in qualità di opener ad alcuni concerti di Lil Wayne. L'artista ha dichiarato di credere fermamente che la polizia avesse di volta in volta intimato gli organizzatori dei concerti di annullare i suoi spettacoli dal vivo.

## Discografia

### Album
- 2008 – Walk in da Park
- 2010 – Let Em Ave It
- 2013 – When Will It Stop
- 2016 – Landlord
- 2019 – Big Bad...

### Mixtape
- 2017 – Wamp 2 Dem
- 2020 – Now Or Never

### Singoli
- 2009 – Slow Songs (feat. Mike Skinner)
- 2010 – Don't Go There (feat. B.o.B.)
- 2010 – Look What the Cat Dragged In
- 2010 – Hustle On
- 2013 – Is It Gangsta?) Yes Yes Yes
- 2016 – Whippin' Excursion
- 2016 – Lock Doh (feat. Donae'o)
- 2016 – Rap Gustavo
- 2018 – Hermes (feat. Big Lean)
- 2018 – Pistol (feat. RA)
- 2019 – 187
- 2019 – Fire in the Booth, Pt. 4